# Strada provinciale 32 Mordano Bagnara
La strada provinciale 32 Mordano Bagnara è una strada provinciale italiana, la più corta della città metropolitana di Bologna. Parte da Mordano, all'incrocio fra la SP 53 e la SP 54 Lughese, e finisce sul ponte sul fiume Santerno, dove cambia denominazione in SP 21 Delle Ripe (Bagnara).